# Морси, Сэм
Сэми Сайед Морси (араб. سام مرسي‎; 10 сентября 1991, Вулвергемптон, Англия) — египетский футболист, полузащитник английского клуба «Ипсвич Таун» и сборной Египта. Участник Чемпионата мира 2018 года.

## Клубная карьера
Морси родился в Вулвергемптоне в семье англичанки и египтянина и начал карьеру в академии местного «Вулверхэмптон Уондерерс». В 2008 году Сэм присоединился к юношеской команде клуба «Порт Вейл». 23 февраля 2010 года в матче против Линкольн Сити он дебютировал во Второй лиге Англии. 22 февраля 2011 в поединке против «Стивениджа» Морси забил свой первый гол за «Порт Вейл». Летом 2013 года Сэм перешёл в «Честервилд». 3 августа в матче против «Бери» он дебютировал за новую команду. 1 февраля 2014 года в поединке против «Бристоль Роверс» Сэм забил свой первый гол за «Честерфилд». В своём дебютном сезоне Морси помог клубу выйти в более высокий дивизион. 9 августа в матче против «Лейтон Ориент» он дебютировал в Первой английской лиги.
В начале 2016 года Морси подписал контракт с «Уиган Атлетик». 30 января в матче против своего бывшего клуба «Порт Вейл» он дебютировал за новую команду. 25 марта в поединке против «Суиндон Таун» Сэм забил свой первый гол за «Уиган Атлетик». По итогам сезона команда вышла в более престижный дивизион.
Летом 2016 года Морси для получения игровой практики на правах аренды перешёл в «Барнсли». 10 сентября в матче против «Престон Норт Энд» он дебютировал в Чемпионшипе. После окончания аренды Сэм вернулся в «Уиган Атлетик».

## Международная карьера
Морси родился в Англии, но принял решение выступать за Египет. 30 августа 2016 года в товарищеском матче против сборной Гвинеи он дебютировал за сборную Египта.
В 2018 году Морси принял участие в чемпионате мира в России. На турнире он сыграл в матче против команды Уругвая.